# Référendums irlandais de 1979
Deux référendums ont lieu en Irlande le 5 juillet 1979 afin de modifier la Constitution :
- Référendum irlandais sur l'adoption ;
- Référendum irlandais sur la représentation des universités au Seanad.